# ラジオ・セントヘレナ
ラジオ・セントヘレナ（Radio St.Helena）は、かつて存在したイギリス領セントヘレナ島の放送局。

## 概要
セントヘレナを訪問したスウェーデンのアマチュア無線家の要望により、ケーブル・アンド・ワイヤレスの1.5kW短波送信機に中波の信号を取り込み、1990年10月に11092.5kHzで短波放送が開始された。以降その時期に、毎年「セントヘレナデー」が行われた。1999年にケーブル・アンド・ワイヤレスの方針で老朽化した短波送信機をリストラの影響で修復予算がなかったため、廃止して衛星通信に移行するため同年10月24日をもって放送は打ち切られた。
2005年からセントヘレナデーを復活させようとするドイツのDXerが、世界中のDXクラブやDXerやアマチュア無線家の協力を得て12000ユーロの費用をかけて資財を集め、ラジオ・セントヘレナやセントヘレナ政府の協力を得て2006年11月5日に「セントヘレナデー」が復活した。
2012年12月25日、ラジオ・セントヘレナは開局45周年を迎えるとともに閉局した。

## 周波数
中波
- 1548kHz

短波
- 11092.5kHz（USB）

## 送信機
中波
- 1967年 - ?：マルコニー社製（450w）
- ? - 2012年：ハリス社製（1kW）

短波
- 1990年 - 1999年：ケーブル・アンド・ワイヤレスユーティリティ用短波送信機（コールサインZHH 1.5kW）
- 2006年 - 2012年：八重洲FT-757G&1kWリニアアンプ（コールサインZD7RSD 1kW）

## 年表

### 1960年代
- 1967年：中波放送開始。

### 1990年代
- 1990年10月：セントヘレナデー開始。
- 1992年10月24日：セントヘレナデー実施。
- 1993年10月16日：セントヘレナデー実施。
- 1994年10月15日：セントヘレナデー実施。
- 1996年10月27日：セントヘレナデー実施。

放送開始30分前に「Eurogeek」と名乗る海賊放送が行われた。
- 1997年10月26日：セントヘレナデー実施。

東ヨーロッパの海賊放送が「セントヘレナデー」に同一周波数でジャミングを発射すると発表した（実際に発射されたかは不明）。
- 1998年10月25日：セントヘレナデー実施。
- 1999年10月24日：セントヘレナデー実施。

同時にケーブル・アンド・ワイヤレス製ユーティリティ用短波送信機を使用した短波放送は終了。

### 2000年代
- 2006年10月31日：非公式の試験放送を行う。
- 2006年11月5日：セントヘレナデーを再開。
- 2007年5月18日：機器動作確認の試験放送を行う。
- 2007年7月18日：試験放送を行う。
- 2007年12月16日：セントヘレナデー実施。
- 2008年11月16日：セントヘレナデー実施。
- 2009年11月14日：セントヘレナデー実施。
- 2010年10月9日：セントヘレナデー実施の予定だったが、送信空中線の技術的な問題が発生したため中止。
- 2012年12月25日：閉局[1]。
  - 日程は協定世界時。

## その他
- 「返信には3ドル紙幣を同封すること」とされた。

## 住所
- Radio St. Helena,  P.O.Box  93,  Jamestown,  St. Helena Island,  STHL 1ZZ,  South Atlantic. Via AIRMAIL, Via United Kingdom & Ascension